# Liga a II-a (fotbal feminin)
Liga a II-a este al doilea eșalon din sistemul competițional fotbalistic feminin din România. 

## Istoric și format
În 8 martie 1990 pe fondul descentralizării sportului și al unor aparente tendințe de reformare instituțională, la FRF s-a pus în discuție înființarea Comisiei Centrale pentru fotbal feminin, și s-a decis startul primei competiții oficiale, „Cupa Libertatea”, care avea să stabilească participantele în cele 2 divizii valorice. Liga a II-a a fost înființată sub numele de Divizia B, care era alcătuită din trei serii a câte 10 echipe. La scurt timp însă, cluburile au început să se retragă și prin urmare, Liga a II-a a ajuns să fie desființată.
Totuși, aceasta a fost reînființată în anul 2013 sub numele de Liga I, în timp ce prima divizie se numea Superliga română, iar după câteva sezoane (2013-2017) divizia a fost redenumită Liga a II-a. De la reintroducerea sa în 2013, Liga a II-a a fost împărțită în două serii a câte 14 echipe. Treptat însă, s-a ajuns la două serii a câte opt echipe. Se joacă într-un sistem tur-retur, iar câștigătoarea fiecărei serii promovează în Superligă. Cu toate acestea, formațiile secunde ale cluburilor din Liga I nu au dreptul de a promova, chiar dacă se clasează pe primul loc.

## Cronologia numelui
| Nume        | Perioada     |
| ----------- | ------------ |
| Divizia B   | 1990–?       |
| Liga I      | 2013–2017    |
| Liga a II-a | 2017-prezent |

## Lista campioanelor Ligii a II-a
Mai jos este o listă cu toate câștigătoarele ligii de fotbal feminin din România de rangul doi de la reintroducerea acesteia în 2013. Locul I este declarat campion al seriei, promovează în Liga I și este prezentat cu un trofeu. Primele trei echipe primesc în prezent și medalii de aur, argint și bronz de la Federația Română de Fotbal. Echipele promovate sunt notate cu italice.
| Ed. | Sezon   | Serii      | Campioane                 | Locul 2                     | Locul 3                 | Nr. | Echipe | Sistem |
| --- | ------- | ---------- | ------------------------- | --------------------------- | ----------------------- | --- | ------ | --- |
| 1   | 2013–14 | Seria Nord | Heniu Prundu Bârgăului    | Vasas Femina Odorhei        | Armonia Dolhești        | 7   | 14     | 2 serii cu câte 7 echipe fiecare - joc dublu tur-retur. |
| 1   | 2013–14 | Seria Sud  | Universitatea Alexandria  | Viitorul Buzău              | Oțelul Galați           | 7   | 14     | 2 serii cu câte 7 echipe fiecare - joc dublu tur-retur. |
| 2   | 2014–15 | Seria I    | Olimpia Cluj 2            | Vasas Femina Odorhei        | Independența Baia Mare  | 8   | 16     | 2 serii cu câte 8 echipe fiecare - joc dublu tur-retur. |
| 2   | 2014–15 | Seria II   | Năvobi Iași               | CSȘ Târgoviște              | Selena Constanța        | 8   | 16     | 2 serii cu câte 8 echipe fiecare - joc dublu tur-retur. |
| 3   | 2015–16 | Seria I    | CSȘ Târgoviște            | Viitorul Reghin             | Armonia Dolhești        | 10  | 21     | 2 serii cu 10/11 echipe fiecare - jucand un dublu tur-retur. |
| 3   | 2015–16 | Seria II   | CFR Timișoara             | Olimpia Cluj 2              | Real 2 Craiova          | 11  | 21     | 2 serii cu 10/11 echipe fiecare - jucand un dublu tur-retur. |
| 4   | 2016–17 | Seria I    | Universitatea Alexandria  | Viitorul Reghin             | Selena Constanța        | 8   | 16     | 2 serii cu câte 8 echipe fiecare - joc dublu tur-retur. |
| 4   | 2016–17 | Seria II   | Olimpia Cluj 2            | Fortuna Becicherecu Mic     | Vasas 2 Femina Odorhei  | 8   | 16     | 2 serii cu câte 8 echipe fiecare - joc dublu tur-retur. |
| 5   | 2017–18 | Seria I    | Universitatea Galați      | Selena Constanța            | Onix Râmnicu Sărat      | 8   | 16     | 2 serii cu câte 8 echipe fiecare - jucând un dublu tur-retur. |
| 5   | 2017–18 | Seria II   | Independența Baia Mare    | Vasas 2 Femina Odorhei      | Olimpia Cluj 2          | 8   | 16     | 2 serii cu câte 8 echipe fiecare - jucând un dublu tur-retur. |
| 6   | 2018–19 | Seria I    | Selena Constanța          | Vulpițele Galbene Roman     | Vasas 2 Femina Odorhei  | 8   | 16     | 2 serii cu câte 8 echipe fiecare - joacă un tur-retur dublu, plus un play-off suplimentar de promovare dublu între echipele de pe locul doi care pot promova. |
| 6   | 2018–19 | Seria II   | Piroș Security Arad       | U Olimpia Cluj 2            | Luceafărul Filiași      | 8   | 16     | 2 serii cu câte 8 echipe fiecare - joacă un tur-retur dublu, plus un play-off suplimentar de promovare dublu între echipele de pe locul doi care pot promova. |
| 7   | 2019–20 | Seria I    | Carmen București          | Vulpițele Galbene Roman     | Vasas 2 Femina Odorhei  | 7   | 14     | 2 serii cu câte 7 echipe fiecare - care joacă un dublu tur-retur planificat, dar doar un singur tur-retur a fost finalizat din cauza pandemiei de coronavirus 2019-2020. |
| 7   | 2019–20 | Seria II   | Banat Girls Reșița        | U Olimpia Cluj 2            | Olimpic Star Cluj       | 7   | 14     | 2 serii cu câte 7 echipe fiecare - care joacă un dublu tur-retur planificat, dar doar un singur tur-retur a fost finalizat din cauza pandemiei de coronavirus 2019-2020. |
| 8   | 2020–21 | Seria I    | CSS Târgoviște            | Vulpițele Galbene Roman     | Vasas 2 Femina Odorhei  | 5   | 17     | 2 serii cu câte 5 echipe fiecare - jucând un triplu tur-retur și o serie cu 7 echipe care joacă un dublu tur-retur. Echipa de top promovabilă din fiecare dintre primele două serii, împreună cu primele două locuri din seria a treia, au jucat un play-off suplimentar de promovare la un singur turneu, cu primele două echipe promovând. |
| 8   | 2020–21 | Seria II   | Ladies Târgu Mureș        | Csíkszereda MC              | U Olimpia Cluj 2        | 5   | 17     | 2 serii cu câte 5 echipe fiecare - jucând un triplu tur-retur și o serie cu 7 echipe care joacă un dublu tur-retur. Echipa de top promovabilă din fiecare dintre primele două serii, împreună cu primele două locuri din seria a treia, au jucat un play-off suplimentar de promovare la un singur turneu, cu primele două echipe promovând. |
| 8   | 2020–21 | Seria III  | Dream Team București      | United Bihor                | CSM Târgu Mureș         | 7   | 17     | 2 serii cu câte 5 echipe fiecare - jucând un triplu tur-retur și o serie cu 7 echipe care joacă un dublu tur-retur. Echipa de top promovabilă din fiecare dintre primele două serii, împreună cu primele două locuri din seria a treia, au jucat un play-off suplimentar de promovare la un singur turneu, cu primele două echipe promovând. |
| 9   | 2021–22 | Seria I    | Csíkszereda MC            | ACS Vulpițele Galbene Roman | Navobi Iasi             | 8   | 17     | 2 serii cu câte 8 (seria I) respectiv 9 (seria II) echipe - jucând tur-retur. Campioana fiecărei serii promovează în Superliga României. |
| 9   | 2021–22 | Seria II   | U Olimpia Cluj 2          | AS CS Carmen București 1937 | ACS Dream Team          | 9   | 17     | 2 serii cu câte 8 (seria I) respectiv 9 (seria II) echipe - jucând tur-retur. Campioana fiecărei serii promovează în Superliga României. |
| 10  | 2022–23 | Seria I    | Farul Constanța           | ACS Liceenii Topolog        | Vulpițele Galbene Roman | 9   | 19     | 2 serii cu câte 9 (seria I) respectiv 10 (seria II) echipe - jucând tur-retur. Campioana fiecărei serii promovează în Superliga României. |
| 10  | 2022–23 | Seria II   | Gloria Bistrița-Năsăud    | U Olimpia Cluj 2            | Olimpia Gherla          | 10  | 19     | 2 serii cu câte 9 (seria I) respectiv 10 (seria II) echipe - jucând tur-retur. Campioana fiecărei serii promovează în Superliga României. |
| 11  | 2023–24 | Seria I    | Vasas Femina              | Vulpițele Galbene Roman     | Oțelul Galați           | 10  | 19     | 2 serii cu câte 10 (seria I) respectiv 9 (seria II) echipe - jucând tur-retur. Campioana fiecărei serii promovează în Superliga României. |
| 11  | 2023–24 | Seria II   | Olimpia Gherla            | Politehnica Timișoara 2     | AFC Hermannstadt        | 9   | 19     | 2 serii cu câte 10 (seria I) respectiv 9 (seria II) echipe - jucând tur-retur. Campioana fiecărei serii promovează în Superliga României. |
| 12  | 2024–25 | Seria I    | CSM Alexandria            | Rapid București             | Vulpițele Galbene Roman | 10  | 20     | 2 serii cu câte 10 echipe fiecare serie - jucând tur-retur. Campioana fiecărei serii promovează în Superliga României. |
| 12  | 2024–25 | Seria II   | SSU Politehnica Timișoara | ACS Roma Florin Pădurean    | Universitatea Craiova   | 10  | 20     | 2 serii cu câte 10 echipe fiecare serie - jucând tur-retur. Campioana fiecărei serii promovează în Superliga României. |

## Titluri pe echipe
La 26 mai 2025.
| Echipă                         | Titluri | Anii câștigători          | Locul 2 | Anii                                        |
| ------------------------------ | ------- | ------------------------- | ------- | ------------------------------------------- |
| FC U Olimpia Cluj 2            | 3       | 2014–15, 2016–17, 2021–22 | 3       | 2015–16, 2018–19, 2022–23                   |
| Universitatea/CSM Alexandria   | 3       | 2013–14, 2015–16, 2024–25 | –       | –                                           |
| CSȘ Târgoviște                 | 2       | 2015–16, 2020–21          | 1       | 2014–15                                     |
| Vasas Femina Odorheiu Secuiesc | 1       | 2023–24                   | 2       | 2013–14, 2014–15,                           |
| Selena Constanța               | 1       | 2018–19                   | 1       | 2017–18                                     |
| Csiksereda                     | 1       | 2021–22                   | 1       | 2020–21                                     |
| Carmen București               | 1       | 2019–20                   | 1       | 2021–22                                     |
| Heniu Prundu Bârgăului         | 1       | 2013–14                   | –       | –                                           |
| Navobi Iași                    | 1       | 2014–15                   | –       | –                                           |
| CFR Timișoara                  | 1       | 2015–16                   | –       | –                                           |
| Universitatea Galați           | 1       | 2017–18                   | –       | –                                           |
| Independența Baia Mare         | 1       | 2017–18                   | –       | –                                           |
| Piroș Security Arad            | 1       | 2018–19                   | –       | –                                           |
| Banat Girls Reșița             | 1       | 2019–20                   | –       | –                                           |
| Ladies Târgu Mureș             | 1       | 2020–21                   | –       | –                                           |
| Dream Team București           | 1       | 2020–21                   | –       | –                                           |
| Farul Constanța                | 1       | 2022–23                   | –       | –                                           |
| Gloria Bistrița-Năsăud         | 1       | 2022–23                   | –       | –                                           |
| Olimpia Gherla                 | 1       | 2023–24                   | –       | –                                           |
| SSU Politehnica Timișoara      | 1       | 2024–25                   | –       | –                                           |
| Vulpițele Galbene Roman        | –       | –                         | 4       | 2018–19, 2019–20, 2020–21, 2021–22, 2023–24 |
| Viitorul Reghin                | –       | –                         | 2       | 2015–16, 2016–17                            |
| Viitorul Buzău                 | –       | –                         | 1       | 2013–14                                     |
| Fortuna Becicherecu Mic        | –       | –                         | 1       | 2016–17                                     |
| United Bihor                   | –       | –                         | 1       | 2020–21                                     |
| ACS Liceenii Topolog           | –       | –                         | 1       | 2022–23                                     |
| Politehnica Timișoara 2        | –       | –                         | 1       | 2023–24                                     |
| Rapid București                | –       | –                         | 1       | 2024–25                                     |
| ACS Roma Florin Pădurean       | –       | –                         | 1       | 2024–25                                     |

### Titluri pe orașe
| Oraș              | Titluri | Cluburi câștigătoare                   |
| ----------------- | ------- | -------------------------------------- |
| Cluj-Napoca       | 3       | Olimpia U Cluj 2 (3)                   |
| Alexandria        | 3       | Universitatea/CSM (2)                  |
| Târgoviște        | 2       | CSȘ (2)                                |
| Timișoara         | 2       | CFR (1), SSU Politehnica Timișoara (1) |
| Constanța         | 2       | Selena (1), Farul (1)                  |
| București         | 2       | Carmen (1), Dream Team (1)             |
| Prundu Bârgăului  | 1       | Heniu (1),                             |
| Iași              | 1       | Navobi (1),                            |
| Galați            | 1       | Universitatea (1)                      |
| Baia Mare         | 1       | Independența (1)                       |
| Arad              | 1       | Piroș Security (1)                     |
| Reșița            | 1       | Banat Girls (1)                        |
| Târgu Mureș       | 1       | Ladies (1)                             |
| Miercurea Ciuc    | 1       | Csiksereda (1)                         |
| Bistrița          | 1       | Gloria Bistrița-Năsăud (1)             |
| Odorheiu Secuiesc | 1       | Vasas Femina (1)                       |
| Gherla            | 1       | Olimpia (1)                            |